# Tápiószőlős
Tápiószőlős is een plaats (község) en gemeente in het Hongaarse comitaat Pest. Tápiószőlős telt 3033 inwoners (2001).